# Андрушёвский район
Андрушевский райо́н (укр. Андрушівський район) — упразднённая административная единица на юге Житомирской области Украины. Административный центр — город Андрушёвка.

## География
Площадь района составляет 1000 км², районный центр расположен в городе Андрушёвка. Район расположен в пойме реки Гуйвы. Площадь лесов составляет 7,4 тыс. га, из них 71 % — дубово-грабовые и 20 % — хвойные с примесями берёзы, ольхи и тополя.

## История
Район является одним из старейших на Житомирщине. Он был образован 7 марта 1923 года и включал в себя земли, которые затем были переданы в состав Попельнянского и Брусиловского районов.
28 ноября 1957 года к Андрушёвскому району была присоединена часть территории упразднённого Вчерайшанского района.
17 июля 2020 года территория данного района была присоединена в состав Бердичевского района. Администрация и районный совет ликвидированы.

## Демография
Население района составляет 38 769 человек (данные 2005 г.), в том числе в городских условиях проживают около 12 тыс. Всего насчитывается ?? населённых пунктов.

## Культура
Дворец Терещенко в Андрушевке — одна из усадеб выдающегося промышленника-сахарозаводчика Терещенко. Является памятником архитектуры XIX столетия.
Имение в Андрушевке семья Терещенко приобрела в 1848 году у князей Бержинских, которым принадлежало село. Замок с прекрасным парком, который также взят под государственную охрану, располагается в живописной местности на реке Гуйва. Дворцово-парковый ансамбль представляют парадные въездные ворота, три башни ограды (четвертая не сохранилась) и хозяйственное здание.
Дворец возведен в стиле французского неоренессанса. Это кирпичное двухэтажное сооружение, сложное в плане и асимметричное в компоновке объёмов. Издалека белое здание дворца выглядит очень красиво.
В 1920 году в усадьбе Терещенко располагался штаб Первой конной армии под командованием легендарного Семёна Будённого. Над входом в здание до сих пор сохранился балкон, с которого полководец выступал с пламенной речью перед трудящимися Андрушевки. В 1975 г. дворец частично перестроили — над оранжереей был достроен второй этаж, капитально отремонтировали хозяйственные помещения.
Сегодня во дворце сахарного магната располагается Андрушевская средняя школа № 1. На территории — памятник героям ВОВ и галерея бюстов Героев Советского Союза — уроженцев Житомирской области.
Внутренняя отделка былых интерьеров практически не сохранилась, только в одной из классных комнат, остался фриз. Пострадали от времени и ступени мраморной лестницы, которая давно уже не так, что прежде. Историю дворца продолжают хранить только лишь деревья старинного парка, которым уже более 200 лет.